# زیردریایی نوووموسکوفسک (کی-۴۰۷)
زیردریایی نوووموسکوفسک (کی-۴۰۷) (به انگلیسی: Russian submarine Novomoskovsk (K-407)) یک زیردریایی است که طول آن 167 m می‌باشد. این زیردریایی در سال ۱۹۹۰ ساخته شد.